# 紫薇棒粉蝨
紫薇棒粉蝨（学名：Aleuroclava lagerstroemiae）为粉蝨科棒粉蝨屬下的一个种。